# 気球にのってどこまでも
「気球にのってどこまでも」（ききゅうにのってどこまでも）は、東龍男作詞、平吉毅州作曲の児童合唱曲。同声二部合唱。
『ひとつの朝』などの数多くの合唱曲を世に送った平吉の代表作であり、知名度も高い。多くの教科書にも掲載されている。主に小学校（特別支援学校でもある）で歌われ、曲中は手拍子が付く。混声三部合唱もある。
1974年の第41回NHK全国学校音楽コンクール小学校の部課題曲である。歌詞はパート別に分かれる（歌詞分岐）ところはなく、二重になる。

## 録音
- 東京都神代中学校合唱団（指揮：渡瀬昌治）
  - 2000年『小学生のための「ハロー!マイソング」（9）高学年向き（1）』（ビクター VICS-61041）、2016年『ビリーブVII〜歌い継がれる卒業式のうた・新しい卒業式のうた』（ビクター VICG-60846〜7）などに収録
- 杉並区立中瀬中学校合唱団（指揮：下田正幸）
  - 2009年『あの日教室で歌った 思い出の合唱曲　あの素晴らしい愛をもう一度』（日本コロムビア COCX-35948）などに収録
- 古谷静佳、今野宏美、白石稔
  - アニメ『日常』のエンディングテーマ。2011年『「日常」の合唱曲』（ランティス LACA-15151）に収録